# رحمت أباد (حومة بيجار)
رحمت أباد (بالفارسية: رحمت‌آباد) هي قرية تقع في إيران في حومة. يقدر عدد سكانها بـ 140 نسمة .